# BE Circuit 2024
Der BE Circuit 2024 war die 38. Auflage dieser europäischen Turnierserie im Badminton.

## Die Wertungsturniere
| KW | Datum               | Veranstaltung                         | Ort              | Kategorie               |
| -- | ------------------- | ------------------------------------- | ---------------- | ----------------------- |
| 2  | 11. - 14. Januar    | Estonian International 2024           | Tallinn          | International Series    |
| 3  | 18. - 21. Januar    | Swedish Open 2024                     | Uppsala          | International Series    |
| 4  | 25. - 28. Januar    | Iceland International 2024            | Reykjavík        | Future Series           |
| 6  | 8. - 11. Februar    | Azerbaijan International 2024         | Baku             | International Challenge |
| 10 | 6. - 10. März       | Portugal International 2024           | Caldas da Rainha | International Series    |
| 11 | 14. - 17. März      | Dutch International 2024              | Wateringen       | International Series    |
| 12 | 20. - 24. März      | Polish Open 2024                      | Warschau         | International Challenge |
| 14 | 4. - 7. April       | Malta International 2024              | Cospicua         | Future Series           |
| 16 | 17. - 20. April     | Slovak Open 2024                      | Bratislava       | Future Series           |
| 17 | 25. - 28. April     | Finnish International 2024            | Vantaa           | Future Series           |
| 18 | 2. - 5. Mai         | Luxembourg Open 2024                  | Luxemburg        | International Challenge |
| 19 | 8. - 11. Mai        | Denmark International 2024            | Farum            | International Challenge |
| 20 | 15. - 19. Mai       | Slovenia Open 2024                    | Maribor          | International Series    |
| 21 | 23. - 26. Mai       | Austrian Open 2024                    | Graz             | International Series    |
| 22 | 29. - 1. Juni       | Bonn International 2024               | Bonn             | Future Series           |
| 23 | 6. - 9. Juni        | Lithuanian International 2024         | Panevėžys        | Future Series           |
| 24 | 13. - 16. Juni      | Nantes International 2024             | Rezé             | International Challenge |
| 27 | 4. - 7. Juli        | Nouvelle-Aquitaine Future Series 2024 | Pessac           | Future Series           |
| 35 | 28. - 1. September  | Latvia International 2024             | Riga             | Future Series           |
| 36 | 5. - 8. September   | Slovenia Future Series 2024           | Ljubljana        | Future Series           |
| 37 | 11. - 14. September | Belgian International 2024            | Leuven           | International Challenge |
| 38 | 19. - 22. September | Polish International 2024             | Lublin           | International Series    |
| 39 | 26. - 29. September | Croatian International 2024           | Samobor          | Future Series           |
| 40 | 3. - 6. Oktober     | Bulgarian International 2024          | Sofia            | Future Series           |
| 41 | 10. - 13. Oktober   | Turkey International 2024             | Istanbul         | International Challenge |
| 42 | 17. - 20. Oktober   | Czech Open 2024                       | Prag             | International Series    |
| 43 | 23. - 27. Oktober   | Dutch Open 2024                       | ’s-Hertogenbosch | International Challenge |
| 43 | 23. - 26. Oktober   | Israel International                  | Kibbutz Hatzor   | Future Series           |
| 44 | 30. - 2. November   | Hungarian International 2024          | Budapest         | International Series    |
| 45 | 7. - 10. November   | Norwegian International 2024          | Sandefjord       | International Series    |
| 46 | 11. - 14. November  | Spanish International                 | Ibiza            | Future Series           |
| 46 | 13. - 16. November  | Irish Open 2024                       | Dublin           | International Challenge |
| 47 | 21. - 24. November  | Scottish Open 2024                    | Glasgow          | International Challenge |
| 48 | 26. - 30. November  | Welsh International 2024              | Cardiff          | International Series    |